# Roger Brown (Psychologe)
Roger William Brown (* 14. April 1925 in Detroit; † 11. Dezember 1997 in Cambridge) war ein US-amerikanischer Sozialpsychologe. Sein Hauptinteresse galt der Sprachentwicklung von Kleinkindern. Er war Pionier in der Forschung zu Wortblockaden und zu Blitzlichterinnerungen.

## Karriere
Sein Studium begann Roger Brown an der University of Michigan, unterbrochen vom Zweiten Weltkrieg, machte er eine Marineausbildung an der Columbia University. Den M.A. in Psychologie erhielt er an der UoM 1948, den Ph.D. 1952. An der Harvard University wurde er Assistenzprofessor, 1957 ging er an das MIT, wo er 1960 Professor für Psychologie wurde. 1962 kehrte er nach Harvard zurück, wo er die Abteilung für soziale Beziehungen leitete (1967–1970). 1974 erhielt er dort den Lehrstuhl John Lindsley zum Gedenken an William James. 1994 trat er in den Ruhestand.
Steven Pinker griff seine Entwicklungstheorie zur Sprache auf.
Browns homosexueller Partner war der Bostoner Anglist Albert Gilman. Seine Memoiren 1996 legten dies erst offen.

## Werk
Sein Buch Words and Things: An Introduction to Language (1957) untersuchte die Beziehungen zwischen Denken und Sprache. Er verfasste Social Psychology (1965, ND 1986) und schrieb mit Richard Herrnstein eine Einführung in die Psychologie. 1966 legte er eine Erklärung für den „Mir-liegt-es-auf-der-Zunge-Effekt“ vor.
Browns Langzeitstudie mit drei Kindern A First Language: The Early Stages (1973) war ein Meilenstein der Spracherwerbsforschung gegen behavioristische Theorien. Kinder imitieren nicht einfach nur die Elternsprache (Stimulus und Reaktion), sondern erkennen aktiv Regeln und wenden sie produktiv an. Deutschsprachige Kinder lernen, dass Vergangenheitsformen mit –te zu bilden sind, z. B. sag-te-st. Einige „Übergeneralisierungen“ unterlaufen ihnen, z. B. sing-te statt sang. Hier werden neu gelernte Regeln auf Wörter angewendet, die in der Zielsprache eine Ausnahme darstellen. Die Produktivität und Kreativität von Kindern bestätigte schon Jean Berko 1958: Hier lernten englischsprachige Kinder Kunstwörter für erfundene Dinge/Tiere. Berko zeigte, wie Kinder Wörter behandeln, die sie noch nie gehört haben – und daher nicht imitieren können. Sie gab den Kindern z. B. ein Bild eines vogelähnlichen Fantasietiers. Dann benutzten sie ein Kunstwort für dieses Tier, und sie bat die Kinder, einen Satz zu vervollständigen: This is a wug. Now there is another one. There are two of them. There are two … Meistens bildeten die Kinder die Mehrzahlform wugs. Kinder können also eigenständig und regelgeleitet neue Formen bilden. Solche Experimente wurden mit ähnlichen Ergebnissen in vielen Sprachen wiederholt.
1977 publizierte Brown zu den Flashbulb Memories, wie sich Leute an ihre Tätigkeiten in den Momenten erinnern, als sie traumatische Erfahrungen machten wie die Ermordung Kennedys. Folgende Merkmale werden am häufigsten erinnert: der Ort, die Situation, der Übermittler der Nachricht, die emotionale Reaktion anderer, die eigene emotionale Reaktion und was nach der Situation passierte (Stangl, 2021).
1963 wurde er in die American Academy of Arts and Sciences aufgenommen, 1972 in die National Academy of Sciences. 1973 erhielt er den G. Stanley Hall Prize in Entwicklungspsychologie und 1984 den Fyssen International Prize für Kognitionspsychologie. Zu seinen Schülerinnen zählt u. a. Eleanor Rosch.

## Schriften
- Words and Things: An Introduction to Language, Glencoe, Ill.: The Free Press, 1958, ISBN 0-02-904810-9
- Social Psychology, Collier Macmillan, 1965, ISBN 0-02-978430-1
- Mitarb. Psycholinguistics: Selected Papers, New York: Free Press, ISBN 0-02-904750-1
- The Acquisition of Language, mit U. Bellugi, University of Chicago Press, 1971. ISBN 0-226-76757-4
- A First Language: The Early Stages, Harvard University Press, Cambridge, Mass., 1973, ISBN 0-674-30326-1
- mit James Kulik: Flashbulb memories. In: Cognition. Band 5, 1977, S. 73–99.
- mit David McNeill: The Tip of the Tongue Effect, J. Verbal Learn. Verbal Behav. 5, 325–337.
- Psychology, mit Herrnstein & Little, 1977, ISBN 0-316-11204-6
  - Grundriß der Psychologie, Springer 1984, ISBN 978-3-642-69479-0
- Against my better judgment: An intimate memoir of an eminent gay psychologist, New York: Harrington Park Press, 1996, ISBN 978-0-7890-0087-3

## Einzelbelege
1. ↑  Kagan, J. 1999, Roger William Brown. Biographical Memoirs, Vol. 77. Washington, DC: The National Academy Press
2. ↑  Roger Brown (1925–1997): A Memorial. Journal of Homosexuality. 37(1): 19.
3. ↑  CogBlog – A Cognitive Psychology Blog – Why can’t I remember the name of the actor in my favorite movie?…I know I know it…it’s on the: Tip of the Tongue Phenomenon. In: web.colby.edu. Abgerufen am 22. August 2021.
4. ↑  Spracherwerbstheorien & Spracherwerbsforschung. In: Sprache Spiel Natur. 16. September 2019, abgerufen am 22. August 2021 (deutsch).
5. ↑  Blitzlichterinnerungen – Online Lexikon für Psychologie und Pädagogik. Abgerufen am 22. August 2021 (deutsch).
6. ↑  Roger W. Brown. Abgerufen am 22. August 2021.

| Personendaten    | Personendaten                                                                     |
| ---------------- | --------------------------------------------------------------------------------- |
| NAME             | Brown, Roger                                                                      |
| ALTERNATIVNAMEN  | Brown, Roger William (vollständiger Name)                                         |
| KURZBESCHREIBUNG | US-amerikanischer Psychologe, Professor für Psychologie an der Harvard University |
| GEBURTSDATUM     | 14. April 1925                                                                    |
| GEBURTSORT       | Detroit                                                                           |
| STERBEDATUM      | 11. Dezember 1997                                                                 |
| STERBEORT        | Cambridge (Massachusetts)                                                         |